# أوركسيتا
بلدية أوركسيتا (بالإسبانية: Orxeta)‏, هي بلدية تقع في مقاطعة اليكانتي. جنوب شرق إسبانيا. يبلغ عدد سكانها 719 نسمة.